# Jordan North
Jordan North (nacido el 14 de febrero de 1990) es un DJ de la radio Inglesa, conocido por presentar espectáculos en la BBC Radio 1, En 2020, el fue anunciado como el subcampeón de la vigésima serie de soy una Celebridad... ¡Sáquenme de aquí!

## Primeros años
North nació en York en Graham y el Norte de Wendy. El creció en Burnley, Lancashire, viviendo en Harle Syke y yendo a la Escuela Primaria St. James' Lanehead hasta la edad de 11 años. Después moviéndose al área de Preston, Jordan continuó su educación en la Academia Penwortham Priory y posteriormente en la Universidad de Preston. El nació en una familia militar, su padre Graham quien sirvió al Régimen de la Reina en Lancashire de 1982 a 2006, y su hermano Ryan quién sirve en el 2 PARA son dos de nueve miembros familiares cercanos quiénes han trabajado en el ejército.
North es un alumno de la Universidad de Sunderland donde se graduó en 2011 con un Primer nivel en B. A. En Producción de Medios de comunicación. Trabajando en Spark FM mientras que en la universidad, durante el último año de su carrera, Jordan entró a la competición Radiofónica de la Radio Bauer para encontrar talento nuevo, ganando un programa de domingo en The Hits Radio. El también ha trabajado en la estación radiofónica de la Playa de Placer en Blackpool y la estación comunitaria de Preston FM.

## Carrera
Después de dejar Spark y de graduarse de la universidad, Jordan trabajó como investigador y productor en la Radio de BBC 5 en vivo. Después de grabar un espectáculo a manera de “piloto” para la Capital del Noroeste, el empezó a presentar espectáculos en la Capital de Mánchester. Entonces este pasó 18 meses trabajando de medio tiempo en Rock FM antes de dejar la BBC cuándo este fue designado en la estación de manejo en Lancashire como presentador del tiempo en mayo de 2014.
Después de aparecer como presentador de freelance en cubierta en un número del espectáculo de la Radio de BBC 1 del 2014, el fue una de las numerosas voces nuevas elegido para emplazar a Mate Edmondson durante septiembre de 2017 e inicios de 2018 el fue anunciado como el anfitrión nuevo para los Hits más Grandes de la estación en las mañanas del domingo. Desde septiembre de 2020, este fue anunciado como el nuevo anfitrión regular de las 11am-1pm de fin de semana en la Radio de BBC 1. North es también el presentador de cubierto principal para Scott Mills y Nick Grimshaw, ocasionalmente conocido como el primer "profesor de suministro" Radiofónico.
Desde marzo de 2018, North ha sido el copresentador del podcast de comedia de agonía-tía Help I Sexted My Boss con su amigo y experto en etiqueta William Hanson. El espectáculo apunta ofrecer consejo a los oyentes que se encuentran en problemas de la vida cotidiana. El podcast está actualmente en su sexta serie y estuvo nominado para el 'Mejor Podcast de Entretenimiento' en los Premios del Podcast británico 2020. El 5 de febrero de 2020, North apareció en la competición de canto de los niños Tienes lo que toma? como mentor invitado durante el desafío anual de entrevistas de Radio 1 del programa. En noviembre de 2020, fue anunciado que North participaría en la vigésima serie de soy una Celebridad... ¡Sáquenme de aquíi!. El acabó en segundo el 4 de diciembre de 2020 con Giovanna Fletcher coronada como la Reina del Castillo.
Desde el 6 de septiembre de 2021, North presentó el espectáculo de la hora de manejo en la Radio de BBC 1 con Vick Hope, tomando el rol de Nick Grimshaw. North dijo "Estoy absolutamente contento de estar haciendo la transición hacia el tiempo de día de la Radio 1 e incluso más feliz de estar trabajando junto a Vick."

## Vida personal
North es un seguidor entusiasta del Club de Fútbol en Burnley y fue reportado por ser un titular del ticket de la temporada a principios 2018.